# 岡島俊樹
岡島 俊樹（おかじま としき、1955年3月18日 - ）は、富山県出身の元サッカー選手。ポジションはFW。

## 経歴
富山工業高校卒業後、当時日本サッカーリーグ（JSL）2部の読売クラブに入団し、与那城ジョージ、小見幸隆、松木安太郎らと共にプレー。背番号「11」を付け、1975年から3年連続でJSL2部の得点王に輝いた。当時はオランダ人監督フランツ・ファン・バルコムの勧めで、また教員になるため東海大学体育学部へ入学し、選手生活と大学生活を両立していた。
1978年にチームが1部昇格後も、1978年・1979年と得点ランク3位に入るなど読売のエースとして活躍。また、1978年には日本代表にも選出され、国際Cマッチに1試合出場した（1978年3月26日、朝日国際サッカー大会、日本代表対アムール・ブラゴベシェンスク（ソ連）戦）。
引退後は地元・富山で教員となり、富山市立寒江小学校・富山市立呉羽小学校などの校長を経て、富山市教育センター所長を務めた。2015年春、富山市立池多小学校校長を最後に教員を退職。
2010年10月に富山県で開催された第23回全国スポーツ・レクリエーション祭（スポレクとやま2010）では開会式で選手宣誓を行い、「壮年男子サッカー」に出場した。
2006年、三男が富山第一高校のFWとして高橋駿太らと共に第85回全国高等学校サッカー選手権大会に出場した（1回戦で永井謙佑を擁する九州国際大付に敗退）。

## 個人成績
日本サッカーリーグ成績
| 国内大会個人成績 | 国内大会個人成績 | 国内大会個人成績 | 国内大会個人成績 | 国内大会個人成績 | 国内大会個人成績 | 国内大会個人成績 | 国内大会個人成績 | 国内大会個人成績 | 国内大会個人成績 | 国内大会個人成績 | 国内大会個人成績 |
| 年度             | クラブ           | 背番号           | リーグ           | リーグ戦         | リーグ戦         | リーグ杯         | リーグ杯         | オープン杯       | オープン杯       | 期間通算         | 期間通算         |
| 年度             | クラブ           | 背番号           | リーグ           | 出場             | 得点             | 出場             | 得点             | 出場             | 得点             | 出場             | 得点             |
| 日本             | 日本             | 日本             | 日本             | リーグ戦         | リーグ戦         | JSL杯            | JSL杯            | 天皇杯           | 天皇杯           | 期間通算         | 期間通算         |
| ---------------- | ---------------- | ---------------- | ---------------- | ---------------- | ---------------- | ---------------- | ---------------- | ---------------- | ---------------- | ---------------- | ---------------- |
| 1973             | 読売             | 24               | JSL2部           | 7                | 2                | -                | -                | -                | -                | 7                | 2                |
| 1974             | 読売             | 11               | JSL2部           | 17               | 9                | -                | -                |                  |                  |                  |                  |
| 1975             | 読売             | 11               | JSL2部           | 18               | 21               | -                | -                | -                | -                | 18               | 21               |
| 1976             | 読売             | 11               | JSL2部           | 18               | 15               | 4                | 2                | 2                | 2                | 24               | 19               |
| 1977             | 読売             | 11               | JSL2部           | 17               | 11               | 4                | 1                | 1                | 0                | 22               | 12               |
| 1978             | 読売             | 11               | JSL1部           | 18               | 13               | 6                | 4                | 2                | 0                | 26               | 17               |
| 1979             | 読売             | 11               | JSL1部           | 17               | 8                | 4                | 2                | 2                | 0                | 23               | 10               |
| 1980             | 読売             | 11               | JSL1部           | 18               | 5                | 2                | 1                | 3                | 1                | 23               | 7                |
| 通算             | 日本             | 日本             | JSL1部           | 53               | 26               | 12               | 7                | 7                | 1                | 72               | 34               |
| 通算             | 日本             | 日本             | JSL2部           | 77               | 58               | 8                | 3                |                  |                  |                  |                  |
| 総通算           | 総通算           | 総通算           | 総通算           | 130              | 84               | 20               | 10               |                  |                  |                  |                  |

・JSL東西対抗戦　1回出場（1979年）